# Hong Kong '97
Hong Kong '97 è un film del 1994 diretto da Albert Pyun.

## Trama
Siamo nel 1997 e Hong Kong è appena tornata alla Cina: in questo contesto, un sicario di nome Reginald Cameron è braccato dalla mafia cinese, in particolare da un gruppo denominato "Triade".